# Distrito de Château-Salins
El distrito de Château-Salins (en francés arrondissement de Château-Salins) era una división administrativa francesa, que estaba situado en el departamento de Mosela, de la región de Lorena. Contaba con 5 cantones y 128 comunas.

## Supresión del distrito de Château-Salins
El gobierno francés decidió en su decreto ministerial n.º 2014-1721, de 29 de diciembre de 2014, suprimir los distritos de Boulay-Moselle, Château-Salins, Metz-Campiña y Thionville-Oeste, y sumarlos a los distritos de Forbach, Sarrebourg, Metz-Villa y Thionville-Este respectivamente, a fecha efectiva de 1 de enero de 2015, excepto el caso de los distritos de Château-Salins y Sarrebourg que lo fueron a fecha efectiva de 1 de enero de 2016.
Con la unión del distrito de Château-Salins y el distrito de Sarrebourg, se formó el nuevo distrito de Sarrebourg-Château-Salins.

## División territorial

### Cantones
Hasta marzo de 2015:
Los cantones del distrito de Château-Salins desde su creación hasta marzo de 2015 eran:
1. Albestroff
2. Château-Salins
3. Delme
4. Dieuze
5. Vic-sur-Seille

De marzo de 2015 a diciembre de 2015: 
1. Le Saulnois

### Comunas
| 1. Aboncourt-sur-Seille (57002)  | 2. Achain (57004)                    | 3. Ajoncourt (57009)          | 4. Alaincourt-la-Côte (57010)       |
| 5. Albestroff (57011)            | 6. Amelécourt (57018)                | 7. Attilloncourt (57036)      | 8. Aulnois-sur-Seille (57040)       |
| 9. Bacourt (57045)               | 10. Bassing (57053)                  | 11. Baudrecourt (57054)       | 12. Bellange (57059)                |
| 13. Bermering (57065)            | 14. Bezange-la-Petite (57077)        | 15. Bidestroff (57081)        | 16. Bioncourt (57084)               |
| 17. Blanche-Église (57090)       | 18. Bourdonnay (57099)               | 19. Bourgaltroff (57098)      | 20. Bréhain (57107)                 |
| 21. Burlioncourt (57120)         | 22. Bénestroff (57060)               | 23. Chambrey (57126)          | 24. Chenois (57138)                 |
| 25. Chicourt (57141)             | 26. Château-Bréhain (57130)          | 27. Château-Salins (57132)    | 28. Château-Voué (57133)            |
| 29. Conthil (57151)              | 30. Craincourt (57158)               | 31. Cutting (57161)           | 32. Dalhain (57166)                 |
| 33. Delme (57171)                | 34. Dieuze (57177)                   | 35. Domnon-lès-Dieuze (57181) | 36. Donjeux (57182)                 |
| 37. Donnelay (57183)             | 38. Fonteny (57225)                  | 39. Fossieux (57228)          | 40. Francaltroff (57232)            |
| 41. Fresnes-en-Saulnois (57238)  | 42. Frémery (57236)                  | 43. Gelucourt (57246)         | 44. Gerbécourt (57247)              |
| 45. Givrycourt (57248)           | 46. Grémecey (57257)                 | 47. Guinzeling (57278)        | 48. Guébestroff (57265)             |
| 49. Guéblange-lès-Dieuze (57266) | 50. Guébling (57268)                 | 51. Haboudange (57281)        | 52. Hampont (57290)                 |
| 53. Hannocourt (57292)           | 54. Haraucourt-sur-Seille (57295)    | 55. Honskirch (57335)         | 56. Insming (57346)                 |
| 57. Insviller (57347)            | 58. Jallaucourt (57349)              | 59. Juvelize (57353)          | 60. Juville (57354)                 |
| 61. Lagarde (57375)              | 62. Laneuveville-en-Saulnois (57381) | 63. Lemoncourt (57391)        | 64. Lesse (57395)                   |
| 65. Ley (57397)                  | 66. Lezey (57399)                    | 67. Lhor (57410)              | 68. Lidrezing (57401)               |
| 69. Lindre-Basse (57404)         | 70. Lindre-Haute (57405)             | 71. Liocourt (57406)          | 72. Lostroff (57417)                |
| 73. Loudrefing (57418)           | 74. Lubécourt (57423)                | 75. Lucy (57424)              | 76. Léning (57394)                  |
| 77. Maizières-lès-Vic (57434)    | 78. Malaucourt-sur-Seille (57436)    | 79. Manhoué (57440)           | 80. Marimont-lès-Bénestroff (57446) |
| 81. Marsal (57448)               | 82. Marthille (57451)                | 83. Molring (57470)           | 84. Moncourt (57473)                |
| 85. Montdidier (57478)           | 86. Morville-lès-Vic (57485)         | 87. Morville-sur-Nied (57486) | 88. Moyenvic (57490)                |
| 89. Mulcey (57493)               | 90. Munster (57494)                  | 91. Neufvillage (57501)       | 92. Nébing (57496)                  |
| 93. Obreck (57520)               | 94. Ommeray (57524)                  | 95. Oriocourt (57525)         | 96. Oron (57528)                    |
| 97. Pettoncourt (57538)          | 98. Prévocourt (57555)               | 99. Puttigny (57558)          | 100. Puzieux (57559)                |
| 101. Pévange (57539)             | 102. Riche (57580)                   | 103. Rodalbe (57587)          | 104. Rorbach-lès-Dieuze (57595)     |
| 105. Réning (57573)              | 106. Saint-Epvre (57609)             | 107. Saint-Médard (57621)     | 108. Salonnes (57625)               |
| 109. Sotzeling (57657)           | 110. Tarquimpol (57664)              | 111. Tincry (57674)           | 112. Torcheville (57675)            |
| 113. Vahl-lès-Bénestroff (57685) | 114. Val-de-Bride (57270)            | 115. Vannecourt (57692)       | 116. Vaxy (57702)                   |
| 117. Vergaville (57706)          | 118. Vibersviller (57711)            | 119. Vic-sur-Seille (57712)   | 120. Villers-sur-Nied (57719)       |
| 121. Virming (57723)             | 122. Vittersbourg (57725)            | 123. Viviers (57727)          | 124. Wuisse (57753)                 |
| 125. Xanrey (57754)              | 126. Xocourt (57755)                 | 127. Zarbeling (57759)        | 128. Zommange (57763)               |